# Pomars
Pomars (en francès Pomas) és un municipi francès situat al departament de l'Aude i a la regió d'Occitània.